# Gavialis

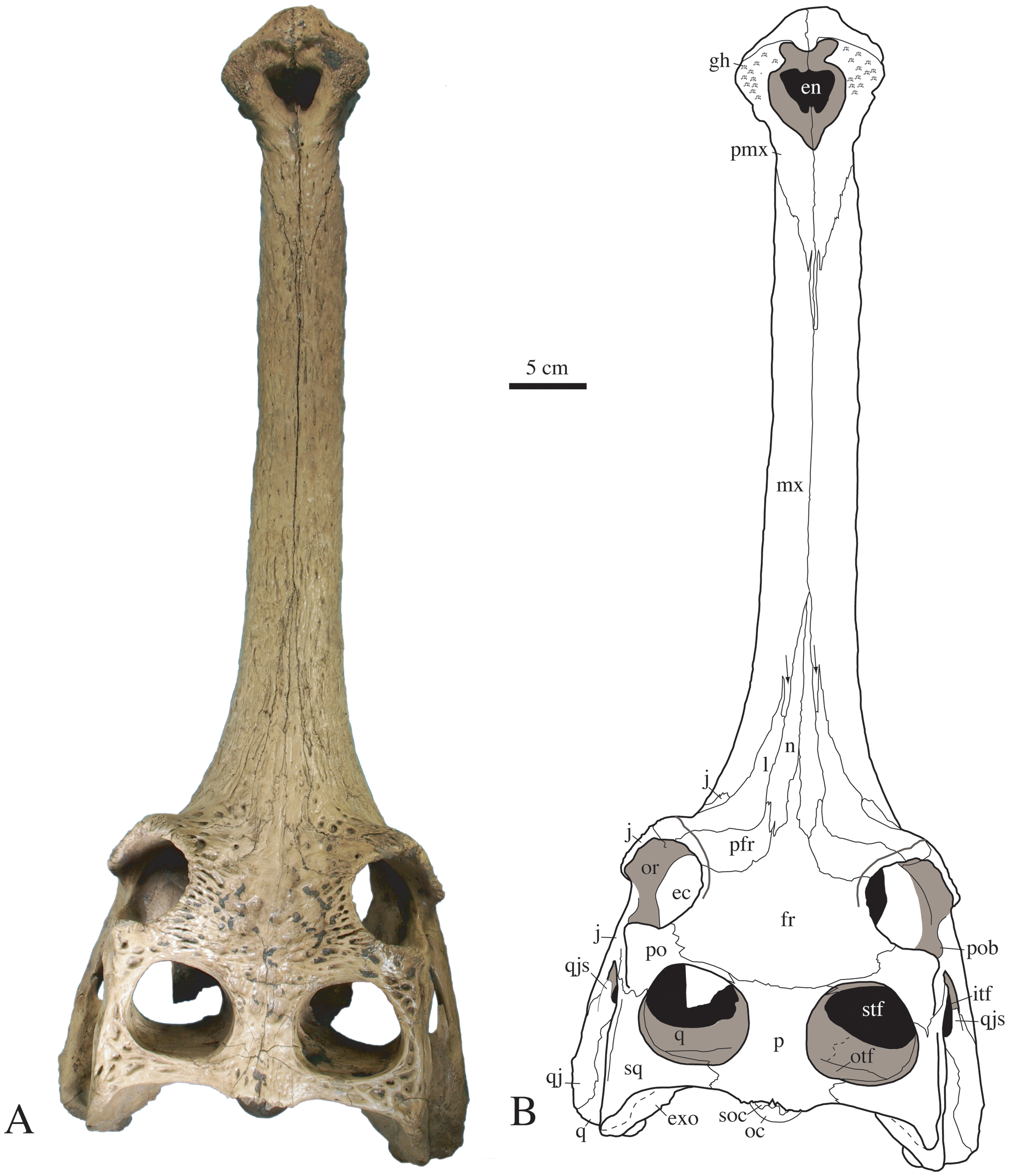
Cráneo de una especie extinta de Gavialis, G. bengawanicus, que vivió durante el Pleistoceno

Gavialis es un género de crocodilianos que incluye al gavial actual, Gavialis gangeticus y a la especie extinta Gavialis bengawanicus. G. gangeticus es una especie propia subcontinente indio, mientras que G. bengawanicus es conocido de Java. Gavialis probablemente apareció en el subcontinente indio a principios del Mioceno hace unos 20 millones de años y se dispersó por el archipiélago malayo a través de un paso conocido como la Ruta sivo–malaya en el Cuaternario. Restos atribuidos a Gavialis han sido hallados también en Sulawesi y la Isla Woodlark al este de la Línea de Wallace, lo que sugiere que un linaje prehistórico de Gavialis fue capaz de atravesar entornos marinos y alcanzar lugares posiblemente tan lejanos como el oeste de Oceanía.
Cuatro especies, G. leptodus, G. pachyrhynchus, G. curvirostris y G. breviceps, fueron referidas anteriormente al género Gavialis, pero se ha determinado que es probable que sean sinónimos del género Rhamphosuchus. Otras dos especies, G. browni y G. lewisi, requieren de revisiones adicionales. Finalmente, G. dixoni ha sido asignado a su propio género, Dollosuchus.